# MAPI-Methode
Die MAPI-Methode ist ein Investitionsrechenverfahren und stellt eine Weiterentwicklung der statischen Rentabilitätsrechnung dar. Sie dient zur Lösung von Ersatz- und Rationalisierungentscheidungen. Sie wurde von Terborgh am „Machinery and Allied Products Institute“ (MAPI) entwickelt.
Zur Entscheidungsfindung wird bei MAPI eine relative Rentabilität errechnet, die die Erträge und Kosten des nächsten Jahres (bei Neuinvestition) ins Verhältnis zur Kapitalfreisetzung (bei Investitionsverzicht) setzt. Die ausschließliche Betrachtung des nächsten Jahres setzt voraus, dass die relative Vorteilhaftigkeit der Investition stets zunimmt.

## Formel
{\displaystyle D={\frac {BG+VK-ES-EK}{IK}}\cdot 100}
Mit (jeweils bezogen auf das nächste Jahr):
BG: Veränderung Betriebsgewinnes, also die Veränderungen der Ein- und Ausgaben durch die Ersatzinvestition.
VK: Vermiedener Kapitalverzehr (Abschreibungen und Instandhaltung).
ES: Entstehende Steuerlast, z. B. 70 %·(BG+VK) bei 70 % Steuern
IK: Investitionskosten, also Anschaffungskosten abzüglich der vermiedenen Reparaturen in allen verbleibenden Nutzungsjahren der alten Anlage sowie deren Restwerts.
EK: Entstehender Kapitalverzehr:
{\displaystyle EK={\text{Anschaffungskosten}}_{\text{neue Anlage}}\cdot {\frac {MS}{100}}}
MS: Der MAPI-Satz wird aus einem Diagramm abgelesen. Er ist abhängig von der Nutzungsdauer und dem Restwert der neuen Anlage. Ist die Besteuerung ungleich 50 % muss noch ein Korrekturwert zum MS addiert werden. Diesen erfährt man aus speziellen Tabellen.
D: Ist der Dringlichkeitsmaßstab höher als der Kalkulationszins, so ist die Ersatzinvestition nach der MAPI-Methode vorteilhaft. Bei mehreren in Frage kommenden Investitionsobjekten ist das mit dem höchsten Dringlichkeitsmaßstab zu wählen.

## Schranken
Um die Anwendung einfach zu halten, wurden bei der MAPI-Methode einige Entscheidungsparameter mit Standardwerten belegt. Dies kann die Genauigkeit des Ergebnisses verfälschen, falls die Situation davon abweicht. Die Annahmen sind:
- Ein Verschuldungsgrad von 25 %
- Fremdkapitalzinsen von 3 %
- Eine Eigenkapitalrentabilität von 10 %

Diese Annahmen spiegeln die Situation in den USA wider. Mit der Entscheidung für eine einfache Anwendung und Datenbeschaffung zu Ungunsten großer Exaktheit ist die Methode vor allem für kleine bis mittlere Investitionen gedacht.